# فورنیفولد ام. سیمونز
فورنیفولد ام. سیمونز (به انگلیسی: Furnifold M. Simmons) سناتور سابق عضو حزب دموکرات ایالات متحده آمریکا بود. وی در سال ۱۹۰۱ تا ۱۹۳۱ میلادی سناتور ایالت کارولینای شمالی در سنای ایالات متحده آمریکا بود.